# Públio Cornélio Maluginense (cônsul em 393 a.C.)
Públio Cornélio Maluginense (em latim: Publius Cornelius Maluginensis) foi um político da gente Cornélia nos primeiros anos da República Romana eleito cônsul em 393 a.C. com Lúcio Valério Potito, mas forçado a abdicar. Foi também tribuno consular por duas vezes, em 397 e 390 a.C.. Era filho de Públio Cornélio Maluginense, tribuno consular em 404 a.C., e irmão de Sérvio Cornélio Maluginense, seis vezes tribuno consular entre 386 e 368 a.C., e Marco Cornélio Maluginense, tribuno consular em 369 e 367 a.C.

## Tribunato consular (397 a.C.)
Em 397 a.C., foi eleito com Lúcio Fúrio Medulino, Lúcio Sérgio Fidenato, Lúcio Júlio Julo, Aulo Postúmio Albino Regilense e Aulo Mânlio Vulsão Capitolino. Os romanos continuavam o cerco de Veios, suportando também um ataque dos volscos à guarnição de Anxur (Terracina), e dos équos à colônia de Labico.[carece de fontes?]
Neste difícil contexto é que aparecem os raides dos tarquínios, que queriam se aproveitar da difícil situação pela qual passava Roma sem sofrerem represálias, que, ao invés disso, foram organizadas por Aulo Postúmio e Lúcio Júlio, que surpreenderam os invasores em Cerveteri (Cere), o que permitiu que Roma diminuísse ainda mais os aliados dos etruscos. Juntamente com seu colega Lúcio Júlio Julo, Aulo Postúmio reuniu um exército de voluntários, pois os tribunos da plebe se opunham a um alistamento geral. Conseguiram uma unidade de tarquínios que regressavam para casa depois de saquear o território romano.
Os embaixadores enviados para interrogar o Oráculo de Delfos sobre o aumento do nível das águas do Lago Albano, perto de Alba Longa, retornaram com a seguinte resposta:
| “ | Ó romanos! Não deixem que as águas continuem no lago Albano ou que siga até o mar pelo seus canais normais. Deveis drenar os campos e dividi-las em rios menores. Isto feito, ataque com força e coragem os muros inimigos, lembrando que do destino revelado a vós hoje será lhes será concedida a vitória sobre a cidade assediada por tantos anos. Uma vez concluída a guerra como vencedores, tragam ao meu templo uma rica doação, e os ritos da pátria, que foram negligenciados, renovai-os e repeti-os segundo as tradições do passado | ” |
|   | — Lívio, Ab Urbe Condita V, 2, 16.. |   |

O remédio para resolver a questão dos ritos negligenciados incluiu a renúncia dos tribunos pelo resto de seu mandato, aos quais se seguiram três interrexes antes da eleição dos novos tribunos consulares.

## Mestre da cavalaria em 396 a.C.?
Segundo os Fastos Capitolinos, durante a ditadura de Marco Fúrio Camilo (396 a.C.), foi mestre da cavalaria (magister equitum) na vitoriosa conquista de Veios. Contudo, segundo Lívio, é Públio Cornélio Cipião quem teve esta honra. Esta vitória acaba definitivamente com o controle que os etruscos detinham do comércio de sal na foz do Tibre e integra o território de Veios ao de Roma.[carece de fontes?]

## Primeiro consulado (393 a.C.)
Em 393 a.C., o consulado foi restaurado depois de quinze anos de tribunatos consulares. Foram eleitos Lúcio Valério Potito e Públio Cornélio Malugilense, mas eles abdicaram e deixaram espaço para dois cônsules sufectos, Lúcio Lucrécio Tricipitino Flavo e Sérvio Sulpício Camerino, que se opõem às propostas dos tribunos da plebe de mudar a maior parte da população romana para Veios, recentemente conquistada.

## Segundo tribunato consular (390 a.C.)
Em 390 a.C., foi eleito tribuno consular com Quinto Sulpício Longo, Numério Fábio Ambusto, Quinto Fábio Ambusto, Cesão Fábio Ambusto e Quinto Servílio Fidenato.
À Públio Cornélio e aos demais tribunos Lívio reputa a maior parte da responsabilidade pela derrota romana na Batalha do Rio Ália, o prólogo do Saque de Roma pelos senônios de Breno. E ele, assim como os demais tribunos, foi depois um dos mais fortes defensores da proposta de deixar Roma em prol de Veios depois da derrota dos gauleses.
| “ | Depois de tê-la salvo em tempo de guerra, Camilo salvou novamente a cidade quando, já em paz, evitou uma imigração em massa para Veios, apesar dos tribunos — agora que Roma era uma pilha de cinzas — estivessem mais ávidos do que nunca sobre a iniciativa e a plebe a apoiasse de maneira ainda mais forte. | ” |
|   | — Lívio, Ab Urbe Condita V, 4, 49.. |   |

Dedicado ao cargo, Quinto Fábio, depois de ser acusado pelo tribuno da plebe Cneu Márcio de ter violado o direito dos povos com seu comportamento durante a embaixada a Clúsio, preferiu o suicídio a ser processado.